# LK–I
Az LK I, feloldva Leichter Kampfwagen I (magyarul: könnyű harcjármű) a német hadsereg első könnyű harckocsi konstrukciója volt az első világháború során. Az LK I tervezési munkálatait Joseph Vollmer mérnök 1917 szeptemberében végezte, az ő vezetésével épült az első német harckocsi az A7V is. A jármű Daimler alapjaira épült, az angolok Whippet harckocsijához hasonlóan a motort és az erőátvitelt a jármű elejében helyezték el. Fegyverzete mindössze egy darab MG 08 géppuska (lőszerjavadalmazása 120 db), vagy egy darab 57 mm-es löveg. A prototípusok 1918-ra készültek el, gyors tesztelés után nagyszériás gyártásra került. 800 darabot terveztek legyártani, de a háború végével ez nem valósult meg.
Az LK I a kor páncélos járművei között kiemelkedően mozgékony volt, és merev tornyába hatékony fegyvert építettek. A koncepció továbbfejlesztésével jött létre az LK–II.